# Замок Кэндлстон
Замок Кэндлстон (англ. Candleston Castle) — укрепленный манор XIV века в Уэльсе, с XIX века лежит в руинах, расположен в 1,2 км к юго-западу от деревни Мертир Маур, Бридженд, и на таком же расстоянии к северо-западу от замка Огмор, стоящего на реке Огмор. Замок назван по нормандскому роду Кантилупов, первых его феодалов.

## Наступление песков
Высокое расположение замка уберегло его от занесения песком лежащих вокруг прибрежных дюн. Такая судьба постигла замок и небольшое поселение Кенфиг, находившиеся к северо-западу. Они были заброшены около 1470 года, и сейчас полностью занесены песком. Процесс опесчанивания в позднее Средневековье был очень активным, и сейчас близлежащая система дюн считается одной из крупнейших в Европе. К югу от руин пески скрывают бывший варрен (лесное угодье) Мертир Маур площадью около 3,6 км2, а к западу — то, что считается остатками древнего поселения, известного в валлийском языке как Tregantlow. В 1823 году в 300 ярдах к западу от руин пески обнажили остатки ветряной мельницы манора и основания более ранних построек. Очевидно, что постоянное наступление песков привело манор к упадку и заставило отказаться от замка.

## Назначение
Кэндлстон традиционно называется замком, хотя изначально был построен скорее не для оборонительных целей. Кладка датируется поздним средневековьем, гораздо позднее близлежащего замка Огмор, первоначально замка мотт и бейли, быстро возведенного из дерева и земли в ходе нормандского завоевания Гламоргана. Маловероятно, но Кэндлстон мог быть воздвигнут на месте более раннего сооружения, возможно, даже укрепления, о чем могут свидетельствовать круговые следы стен поблизости. С другой стороны, наличие бывшего варрена к югу дает предположить, что Кэндлстон строился как резиденция варренера, лесничего, который, будучи важным феодальным работником, тем не менее, не мог заслуживать или иметь право на сильно укрепленное жилище. Местная легенда повествует, что на этом месте располагалось древнее святилище кельтов. У мельницы, показавшейся из-под песка в 1823 году, было найдено основание креста, сам упавший крест лежал рядом.

## Описание постройки
Исходная постройка похожа по своим размерам на Дартмурский длинный дом, не шире 4,9 м и не длиннее 24 м. Несмотря на внушительные стены, Кэндлстон, вероятно, был построен в мирные времена, так как изначально возводился без башни. Башня, предназначенная для защиты ворот, похоже, была возведена во времена политической нестабильности. Внутри неё располагается сводчатый подвал, над ним — солар и еще одна темная комнатка ярусом выше. Подробный структурный и исторический обзор здания приведен в докладе Королевской комиссии по древним и историческим памятникам Уэльса (англ. Royal Commission on the Ancient & Historical Monuments of Wales), где определены четыре этапа строительства. Первый — XIV век, оригинальная прямоугольная постройка с двумя комнатами, холлом и пристроенной башней. Второй — XV века, перестройка холла. В XVII веке к главному входу в зал было пристроено короткое западное крыло. Наконец, около 1800 года у восточной стены башни была построена конюшня. Датировка этапов была проведена при помощи различия растворов, скрепляющих кладку.

## Манор Мертир Маур
Кэндлстон был манором, подчиненным поместью Мертир Маур, которое было приобретено в XII веке Сан-Квинтинами, лордами Лланбледдиана и Талифана. Сан-Квинтин, скорее всего, был одним из двенадцати нормандских рыцарей, по легенде, завоевавших Гламорган под предводительством Роберта Фиц-Хэмона, графа Глостерского, 1-го лорда Гламоргана. Каждому рыцарю было пожаловано собственное поместье, подчиненное власти Гламоргана, находившейся в замке Кардифф, которым он мог распоряжаться по своему усмотрению. Неизвестно, когда Сан-Квинтины передали Кэндлстон в другие руки, но нет сомнений, что дальнейшими его владельцами были Кантилупы.

## Название замка
Замок и манор получили имя от своих первых феодалов, семьи Кантилупов (Cantilupe), чье родовое имя, в свою очередь, происходит от нормандского манора фр. Canteloup в десяти милях к востоку от Кана. Современными историками принято написание Cantilupe. В древние времена оно писалось по-разному как Canteloupe, Cantlow и т. д., латинизировалось как Cantilupo, Cantelo и т. д. Манор, вероятно, изначально назывался «Cantilupe’s-ton», что означает «поселение Кантилупов». («Tun» — др.-англ. , др.-сакс.  «деревня»). Валлийская версия написания — Tregantlow. «Tref/Tre» в валлийском языке было эквивалентом «Ton/Tun» в английском. Название позже трансформировалось в Cantelowstowne (1596), а затем в Cantloston (1635).